# 国际科技大学
国际科技大学（International Technological University，简称ITU）是一所位于美国加州圣何塞（硅谷境内）的私立大学，由圣塔克拉克大学陈树柏教授（民初廣東軍閥陳濟棠之子）于1994年创建。
ITU的宗旨是“将教育与产业最新的技术发展趋势和企业需求相结合，以教育发展推动科技进步，科技进步进而引领教育发展”。

## 学术
国际科技大学在以下六个方向提供硕士、博士方向的教育：
- 工商管理
- 计算机科学
- 数字艺术
- 电子工程
- 工程管理

ITU设有Kryterion测试中心，是集大量各个专业领域认证考试及练习测试为一体的辅助中心。
ITU现在以下方向设有实验室：人工智能/机器人、绿色能源、生物电子及企业管理解决方案（SAP）。其中人工智能/机器人实验室是与北京大学软件与微电子学院联合开设。SAP实验室由工商管理系开设，提供SAP相关培训，ITU也是SAP大学联盟项目成员之一。
2011年6月，ITU获得西部学校和学院协会（WASC）授予的候选资格。2011年6月4日，美国教育数据库显示ITU获得了西部学校和学院协会的候选资格。2012年2月，美国高等教育认证委员会（CHEA）将ITU的WASC候选资格加入其数据库。2013年2月22日， ITU获得西部学校和学院协会（WASC）授予的正式认证。2022年5月25日,西部学校和学院协会(WASC)取消ITU的认证。

## 校园生活
ITU鼓励学生参加学校举办的各项活动，如：舞蹈、篮球、保龄球、乒乓球、桌球、板球等，亦支持在校学生和教职员工利用业余时间组织和参与节日及文化方面庆祝活动，从而增进师生间交流及了解不同地域间文化。
ITU校刊是由学生及教职员工共同编辑的季刊。校刊所刊登的文章，社论及研讨论文均由該校师生撰写。
ITU救助是由学校组织的面向当地乃至全球的慈善救助机构。现有救助服务包括义务献血、食物和衣服的捐赠及分发。
ITU设有专门为学生服务，帮助学生了解和制定实习计划的学生就业指导中心。学生可通过课程实用培训（CPT）获得与其学科域相关的职业经验及了解职业要求和环境。
学校每年设有奖学金、研究和教学助理等项目。学生可在学生注册办公室递交申请。

## 学校组织
ITU由董事会管理，董事会由9名董事组成。
ITU第一任董事会主席（1994年-2004年）是前总统乔治·沃克·布什对亚裔美国人及太平洋岛民的咨询委员会主席John B. Tsu。
ITU第二任董事会主席（2004年-2011年）是橡树科技公司和橡子园创业孵化的创始人之一David Tsang博士。
ITU现任董事会主席是微电子技术有限公司的共同创始人Chi Hsieh博士。